# Compsobuthus vachoni
Espèce
Compsobuthus vachoni est une espèce de scorpions de la famille des Buthidae.

## Distribution
Cette espèce est endémique du Yémen. Elle se rencontre vers Mocha.

## Étymologie
Cette espèce est nommée en l'honneur de Max Vachon.

## Publication originale
- Sissom, 1994 : « Descriptions of new and poorly known scorpions of Yemen (Scorpiones : Buthidae, Diplocentridae, Scorpionidae). » Fauna of Saudi Arabia, vol. 14, p. 3-39.